# Shrek
Shrek är en amerikansk datoranimerad komedi från 2001. Filmen är baserad på William Steigs Shrek!, en illustrerad barnbok från 1990 om ett träsktroll som lämnar sitt barndomshem för att gå ut och se världen och till slut gifter sig med den mest häpnadsväckande fula prinsessan på planeten. De animerade filmerna är löst baserade på bokens karaktärer.

## Handling
Träsktrollet Shrek bor lycklig och ensam i ett träsk, när han helt plötsligt en dag vaknar upp med en massa sagofigurer dumpade i sitt träsk. Han och Åsnan ger sig iväg för att prata med Lord Farquaad för att Shrek ska få tillbaka sitt träsk. Farquaad lovar att flytta på figurerna på ett villkor, att Shrek räddar prinsessan Fiona från en eldsprutande drake och för henne till honom.

## Om filmen
- Huvudpersoner är träsktrollet (ogre på engelska) Shrek, vars röst görs av Mike Myers, prinsessan Fiona (Cameron Diaz) och Åsnan (Eddie Murphy).
- Filmen parodierar gamla folksagor och samtida filmer. Filmen framställer att alla tänkbara sagofigurer lever sida vid sida i området kring och i staden Långt Långt Borta.... Detta gör att olika historier och sagobakgrunder skär igenom varandra och skapar en lättsam och humoristisk stil.
- Filmen blev mycket populär och sågs som en värdig utmanare till Disneys tecknade filmer.
- Filmen mottog den första Oscarvinsten för bästa animerade film på Oscarsgalan 2002.

## Uppföljare
Då filmen blev en sådan succé har det kommit flera uppföljare, Shrek 2 och Shrek den tredje. Den fjärde filmen, Shrek – Nu och för alltid, hade biopremiär i Sverige den 9 juli 2010.

## Röster (i urval)
| Figur                 | Originalröst                       | Svensk röst                                       |
| --------------------- | ---------------------------------- | ------------------------------------------------- |
| Shrek                 | Mike Myers                         | Samuel Fröler                                     |
| Åsnan                 | Eddie Murphy                       | Jonas Malmsjö                                     |
| Prinsessan Fiona      | Cameron Diaz                       | Helena af Sandeberg                               |
| Lord Farquaad         | John Lithgow                       | Peter Haber                                       |
| "Monsieur" Robin Hood | Vincent Cassel                     | Jean-Pierre Barda                                 |
| Pepparkaksgubbe       | Conrad Vernon                      | Anders Öjebo                                      |
| Magiska spegeln       | Chris Miller                       | Stefan Brag                                       |
| Geppetto              | Chris Miller                       | Gunnar Uddén                                      |
| Pinocchio             | Cody Cameron                       | Andreas Nilsson                                   |
| Tre små grisar        | Cody Cameron                       | Krister Roseen Linus Lindman Christian Jernbro    |
| Tre blinda möss       | Simon J. Smith Christopher Knights | Daniel Bergfalk Johan Wilhelmsson Andreas Nilsson |
| Thelonius             | Christopher Knights                | Fredrik Hiller                                    |
| Stora stygga vargen   | Aron Warner                        | Fredrik Hiller                                    |
| Vaktkapten            | Jim Cummings                       | Andreas Nilsson                                   |
| Gammal tant           | Kathleen Freeman                   | Birgitta Pettersson                               |
| Duloc Maskot          | Andrew Adamson                     | -                                                 |
| Lilla björnen         | Bobby Block                        | Tomas Futvoye                                     |
| Peter Pan             | Michael Galasso                    | -                                                 |